# Don Messick
Don Messick est un acteur et scénariste américain né le 7 septembre 1926 à Buffalo (État de New York) et mort le 24 octobre 1997 à Salinas (Californie). 
Spécialisé dans le doublage, il a prêté sa voix à de nombreux personnages des studios Hanna-Barbera dont Scooby-Doo et Scrappy-Doo, Boo-Boo et le ranger Smith, Diabolo, Bamm-Bamm Rubble, Astro, Pixie, Atomas ou encore le Grand Schtroumpf.

## Biographie

### Mort
Don Messick meurt le 24 octobre 1997 à Salinas (Californie) d'une attaque cérébrale, à l'âge de 71 ans.

### Vie privée
Don Messick a été marié à Helen Marie McHugh du 10 octobre 1953 à sa mort. Le couple a eu un fils, Timothy.

## Filmographie

### Cinéma
- 1949 : The House of Tomorrow (en) : le narrateur
- 1959-1965 : Loopy De Loop : personnages divers
- 1964 : Les Aventures de Yogi le nounours (Hey There, It's Yogi Bear) :  Boo-Boo Bear / Ranger John Smith
- 1966 : The Man Called Flintstone (en) : voix additionnelles
- 1968 : La Feet's Defeat : le sergent Deux-Deux
- 1970 : H.R. Pufnstuf : Googy Gopher / Orson Vulture
- 1971 : Les diamants sont éternels (Diamonds Are Forever) : l'aboyeur du Circus Circus (non crédité)
- 1973 : Le Petit Monde de Charlotte (Charlotte's Web) : Jeffrey
- 1980 : Yogi's First Christmas (en) : Boo-Boo / Ranger Smith / Herman the Hermit
- 1982 : Le Vol du dragon (The Flight of Dragons) : Giles of the Treetops / Lo Tae Shao
- 1982 : La Dernière Licorne (The Last Unicorn) : le Chat
- 1986 : La Guerre des robots (Transformers: The Movie) : Scavenger / Ratchet
- 1987 : Yogi Bear and the Magical Flight of the Spruce Goose (en) : Boo-Boo / Mumbley (Diabolo en VF)
- 1987 : Yogi's Great Escape (en) : Boo-Boo / Ranger Smith
- 1988 : The Good, the Bad, and Huckleberry Hound (en) : Boo-Boo
- 1988 : Animal Follies (vidéo) : Ruff
- 1988 : Yogi et l'Invasion des ours de l'espace (Yogi and the Invasion of the Space Bears) : Boo-Boo / Ranger Smith
- 1990 : Les Jetson, le film (Jetsons: The Movie) : Astro Dog
- 1992 : Les Vacances des Tiny Toon (Tiny Toon Adventures: How I Spent My Vacation) (vidéo) : Hamton J. Pig / le présentateur radio / voix additionnelles
- 1992 : Tom et Jerry, le film (Tom and Jerry: The Movie) : Droopy
- 1994 : The Flintstones: Wacky Inventions (vidéo) : Bamm-Bamm Rubble
- 1998 : Scooby-Doo sur l'île aux zombies (Scooby-Doo on Zombie Island) (vidéo) : le directeur de l'aéroport
- 1999 : Scooby-Doo's Greatest Mysteries (vidéo) : Scooby-Doo
- 2000 : Scooby-Doo's Creepiest Capers (vidéo) : Scooby-Doo

### Télévision

#### Téléfilms
- 1966 : Alice in Wonderland or What's a Nice Kid Like You Doing in a Place Like This? (en) : Le Loir / Fluff
- 1970 : Tales of Washington Irving
- 1973 : B.C.: The First Thanksgiving : Peter / Thor / Turkey
- 1975 : The Story of the First Christmas Snow (en)
- 1976 : The First Easter Rabbit (en) : Whiskers / Jonathan
- 1976 : Rudolph's Shiny New Year (en) : Papa Bear
- 1977 : The Hobbit : Balin / Troll #3 / Goblin / Lord of the Eagles
- 1977 : Nestor, the Long-Eared Christmas Donkey (en)
- 1979 : The Flintstones Meet Rockula and Frankenstone (en)
- 1979 : Gulliver's Travels
- 1979 : Rudolph and Frosty's Christmas in July (en)
- 1979 : Jack Frost (en) : Snip
- 1979 : Casper's First Christmas (en) : Boo-Boo
- 1979 : Scooby-Doo à Hollywood (Scooby-Doo Goes Hollywood) : Scooby-Doo
- 1980 : Pontoffel Pock, Where Are You? (en)
- 1980 : The Return of the King
- 1980 : The Flintstones' New Neighbors : Bamm-Bamm Rubble / Vulture
- 1980 : Fred's Final Fling (en)
- 1981 : The Flintstones: Fred's Final Fling (en) : Doctor / Fish #1 / Fish #2 / Parrot / Pigasaurus
- 1984 : Le Noël du Schtroumpf Sauvage ('Tis the Season to Be Smurfy) : Papa Smurf (le Grand Schtroumpf en VF)
- 1985 : The Jetsons Christmas Carol : Astro
- 1987 : Scooby-Doo et les Boo Brothers (Scooby-Doo Meets the Boo Brothers) : Scooby-Doo / Scrappy-Doo / Hound
- 1987 : Quand les Jetson rencontrent les Pierrafeu (The Jetsons Meet the Flintstones) : Astro / R.U.D.I / Mac / voix diverses
- 1988 : Rockin with Judy Jetson (en) : Astro
- 1988 : Scooby-Doo et l'École des sorcières (Scooby-Doo and the Ghoul School) : Scooby-Doo / Scrappy-Doo
- 1988 : Scooby-Doo et le Rallye des monstres (Scooby-Doo and the Reluctant Werewolf) : Scooby- Doo / Scrappy-Doo
- 1990 : Les Personnages animés préférés à la rescousse (Cartoon All-Stars to the Rescue) : Papa Smurf (le Grand Schtroumpf en VF)
- 1991 : The Last Holloween (en) : Romtu
- 1992 : It's a Wonderful Tiny Toons Christmas Special : Hamton J. Pig
- 1993 : Jonny's Golden Quest (en) : Dr Quest
- 1993 : I Yabba-Dabba Do! (en) : voix additionnelles
- 1993 : Hollyrock-a-Bye Baby (en)
- 1994 : Scooby-Doo et les Contes des mille et une nuits (Scooby-Doo in Arabian Nights) : Scooby-Doo / Boo-Boo
- 1994 : Tiny Toons Spring Break : Hamton J. Pig
- 1994 : Yogi the Easter Bear (en) : Boo-Boo
- 1994 : Le Conte de Noël des Pierrafeu (en) (A Flintstones Christmas Carol) : Bamm-Bamm / Joe Rockhead
- 1995 : Tiny Toon Adventures: Night Ghoulery : Hamton J. Pig
- 1995 : Jonny Quest vs. the Cyber Insects (en) : Dr Quest

#### Séries télévisées
- 1957 : Pouf et Riqui : Ruff
- 1958 : Pixie et Dixie : Pixie
- 1958 : Roquet Belles-Oreilles (The Huckleberry Hound Show) : Pixie / Boo-Boo Bear / Ranger John Smith / voix additionnelles
- 1959 : Quick Draw McGraw (en) : voix additionnelles
- 1959 : Matty's Funday Funnies (en) : voix additionnelles
- 1961 : Yogi l'ours (The Yogi Bear Show) : Boo-Boo Bear / Ranger John Francis Smith
- 1962 : The New Hanna-Barbera Cartoon Series (en) : Mr. Twiddle
- 1962 : Wally Gator : Mr. Twiddle
- 1962 : Les Jetson (The Jetsons) : Astro / R.U.D.I
- 1964 : Magilla le gorille (The Magilla Gorilla Show) : Ricochet Rabbit
- 1964 : The Peter Potamus Show : Richochet Rabbitt / So-So (1964-1966)
- 1964 : Famous Adventures of Mr. Magoo (en)
- 1964 : Jonny Quest : Dr Benton C. Quest / Bandit
- 1965 : Une famille Ours au Far West (The Hillbilly Bears) : Shag Rugg
- 1965 : Tom et Jerry (Tom and Jerry)
- 1965 : Atomas, la fourmi atomique (The Atom Ant Show) : Atom Ant (Atomas en VF) / Shag Rugg / Precious Pupp (Charlemagne en VF)
- 1965 : Sans Secret, l'écureuil agent secret (The Secret Squirrel Show) : voix additionnelles
- 1966 : The Abbott and Costello Show (en)
- 1966 : A Laurel and Hardy Cartoon : voix diverses
- 1966 : Les Cadets de l'espace (The Space Kidettes) : Countdown / Pup Star
- 1966 : Le Fantôme de l'espace (Space Ghost) : Blip / Bronto / Zorak
- 1966 : Frankenstein Jr. and the Impossibles (en) : Multi Man
- 1967 : Off to See the Wizard (en)
- 1967 : Birdman and the Galaxy Trio (en) : Falcon 7 / Vapor Man
- 1967 : Moby Dick and the Mighty Mightor : Scooby le phoque
- 1967 : Super President (en)
- 1967 : Shazzan : Kaboobie
- 1967 : The Herculoids : Gloop / Gleep
- 1967 : The Atom Ant/Secret Squirrel Show (en) : Atom Ant (Atomas en VF) / Shag Rugg / Precious Pupp (Charlemagne en VF)
- 1968 : Les Fous du volant (Wacky Races) : Muttley (Diabolo en VF) / Pat Pending (Pr. Maboulette en VF) / Sawtooth (Saucisson en VF) / Ring-A-Ding / Little Gruesome (Collégramme en VF) / Gravel Slag (Gravillon en VF)
- 1968 : Banana Split : Snork / Prof. Carter / Aramis / Shagg Rugg
- 1968 : Les Aventures de Gulliver (The Adventures of Gulliver) : Tag / Egger
- 1969 : Autochat et Mimimoto (The Cattanooga Cats) : Happy
- 1969 : Pattaclop Pénélope (The Perils of Penelope Pitstop) : Zippy / Pockets / Dum Dum / Snoozy
- 1969 : Satanas et Diabolo : L'Escadrille infernale (Dastardly and Muttley in Their Flying Machines) : Muttley (Diabolo en VF) / Klunk (Volavoile en VF) / Zilly (Looping en VF)
- 1969 : Scooby-Doo (Scooby-Doo, Where Are You!) : Scoobert « Scooby » Doo
- 1969 : The Archie Comedy Hour : Harvey Kinkle / Cousin Ambrose
- 1970 : Where's Huddles? (en) : Fumbles
- 1970 : Doctor Dolittle (en) : divers animaux
- 1970 : Josie and the Pussycats : Sebastian the Cat
- 1970 : Les Harlem Globetrotters (The Harlem Globetrotters)
- 1971 : Les Pierrafeu en culottes courtes (The Pebbles and Bamm-Bamm Show) : Schleprock
- 1971 : Help! It's the Hair Bear Bunch (en)
- 1971 : Curiosity Shop (en)
- 1971 : The Sabrina the Teenage Witch Show : le cousin Ambrose
- 1972 : The Barkleys
- 1972 : Scooby-Doo (The New Scooby-Doo Movies) : Scooby
- 1972 : The Amazing Chan and the Chan Clan (en) : Chu-Chu
- 1972 : The Flintstones Comedy Hour (en) : Schleprock
- 1972 : Josie et les Pussycats (Josie and the Pussycats in Outer Space) : Bleep / Sebastian
- 1973 : Yogi's Gang (en) : Boo-Boo Bear / Ranger John Smith / Touché Turtle (Touché la tortue en VF) / Squiddly Diddly / Atom Ant (Atomas en VF)
- 1973 : Mini Mini détective (Inch High, Private Eye) : Braveheart
- 1973 : Les Comètes (Bailey's Comets) : Gabby
- 1973 : Jeannie (en)
- 1973 : La Famille Addams (The Addams Family)
- 1974 : Wheelie and the Chopper Bunch (en) : Scrambles / Deputy Fishtail
- 1974 : These Are the Days (en)
- 1974 : Hong Kong Fou Fou (Hong Kong Phooey) : Spot / le narrateur
- 1975 : The New Tom and Jerry Show : Mumbly
- 1976 : The Mumbly Cartoon Show : Lt. Mumbly
- 1976 : Scoubidou Show (The Scooby-Doo/Dynomutt Hour) : Scooby-Doo
- 1976 : Mantalo (Jabberjaw)
- 1977 : Fred Flintstone and Friends (en)
- 1977 : Scooby's All-Star Laff-A Lympics (en) : Boo-Boo Bear / Mr. Creeply / Mumbly / Pixie / Scooby-Doo
- 1977 : The Oddball Couple (en) : voix additionnelles
- 1977 : The Skatebirds (en) : Scooter Penguin
- 1977 : The C.B. Bears (en) : Clyde the Ape
- 1978 : Yogi's Space Race (en) : Boo-Boo
- 1978 : Dynomutt, Dog Wonder (en) : Scooby-Doo / Mumbly / The Gimmick / Lowbrow
- 1978 : The New Fantastic Four
- 1978 : The Godzilla Power Hour (en) : Godzooky
- 1978 : The Hanna-Barbera Happy Hour
- 1978 : The Challenge of the Super Friends (en) : Scarecrow
- 1979 : The New Fred and Barney Show (en) : Bamm-Bamm Rubble
- 1979 : Fred and Barney Meet the Thing : Bamm-Bamm Rubble
- 1979 : Fred and Barney Meet the Shmoo (en) : Bamm-Bamm Rubble
- 1979 : Scooby-Doo et Scrappy-Doo (Scooby-Doo and Scrappy-Doo) : Scooby-Doo / Scrappy-Doo
- 1980 : The Drak Pack (en) : Toad / Fly
- 1980 : The Richie Rich/Scooby-Doo Hour : Scooby-Doo / Scrappy-Doo (Scooby's Nephew)
- 1980 : Les Entrechats (Heathcliff) : Mr. Post
- 1981 : Les Schtroumpfs (The Smurfs) : Papa Smurf (le Grand Schtroumpf en VF) / Azrael / Dreamy Smurf (le Schtroumpf rêveur en VF)/ Sleepy Smurf (le Schtroumpf dormeur en VF)
- 1981 : Space Stars : Astro / Gloop / Gleep
- 1981 : Spider-Man
- 1981 : Kwicky Koala (The Kwicky Koala Show)
- 1982 : The Scooby and Scrappy-Doo Puppy Hour (en) : Scooby-Doo
- 1984 : Les Amichaines (The Get-Along Gang) : Officer Growler
- 1984 : The Duck Factory (en) : Wally Wooster
- 1984 : The Mighty Orbots (en) : Crunch / Rondu
- 1984 : Transformers : Gears / Ratchet / Scavenger
- 1985 : Galtar et la Lance d'or (Galtar and the Golden Lance) : Pandat
- 1985 : Scooby's Mystery Funhouse (en) : Scooby-Doo
- 1985 : Les Treize Fantômes de Scooby-Doo (The 13 Ghosts of Scooby-Doo) : Scooby-Doo / Scrappy-Doo
- 1986 : Star Fairies : Blunderpuff / Elf
- 1986 : Mystérieusement vôtre, signé Scoubidou (The All-New Scooby and Scrappy-Doo Show) : Scooby-Doo / Scrappy-Doo
- 1987 : Popeye, Olive et Mimosa : Eugene the Jeep
- 1987 : Jonny Quest : Dr Benton Quest / Bandit
- 1988 : Paw Paws : Pu Pooch
- 1988 : Agence Toutou Risques (A Pup Named Scooby-Doo) : Scooby-Doo
- 1988 : Fantastic Max : voix additionnelles
- 1990 : Wake, Rattle & Roll (en) : Muttley (Diabolo en VF) / Pixie / Boo-Boo Bear / So So / Squiddly Diddly / Ricochet Rabbit / Ruff
- 1990 : Don Coyote and Sancho Panda : Sancho Panda
- 1991 : Yo Yogi! : Boo-Boo
- 1992 : The Plucky Duck Show (en) : Hamton J. Pig / voix additionnelles
- 1993 : Droopy: Master Detective (en) : Droopy

## Distinctions
- Annie Awards 1990 : prix spécial pour sa contribution dans le domaine de l'animation